# Svenska föreningen för folkbad
Svenska föreningen för folkbad bildades 1921 som Föreningen för folkbad och bytte namn till nuvarande 1930.
Grundare var Nils Fröman och Erik Bergvall, men i inbjudan till föreningens stiftande stod överståthållare Carl Hedenstierna som avsändare. Hedenstierna kom också att bli föreningens första ordförande. Föreningen blev redan från start stor. Vid det konstituerande sammanträdet den 26 oktober 1921 närvarade cirka 300 personer och föreningen hade från början 136 personliga medlemmar samt elva föreningar och klubbar med ett sammanlagt medlemsantal om 1700 personer.
Föreningens ändamål var enligt § 1 i dess stadgar: "...att utgöra ett föreningsband mellan alla män och kvinnor, som önskar befordra folkhälsan genom att verka för badväsendets utveckling, badintressets vidgande samt öka möjligheter för billiga bad, billig tvätt och befrämjande simkonsten, och att själv i samarbete med övriga, befintliga, för simning och livräddning arbetande organisationer, driva propaganda för dessa syften."
Svenska föreningen för folkbad sammanslogs med Simfrämjandet 1 juli 1963.